# ヤシの大虐殺
ヤシの大虐殺 (ルーマニア語: Pogromul de la Iași, ルーマニア語発音: [ˈjaʃʲ] ( 音声ファイル)) は、ルーマニアのヤシで1941年6月29日から7月6日にかけて行われたポグロムである。イオン・アントネスク元帥の指揮するルーマニア政府軍が行った虐殺で、ユダヤ人人口の3分の1にあたる13,266人以上が殺害されたほか、多数が国外に追放された。

## 背景

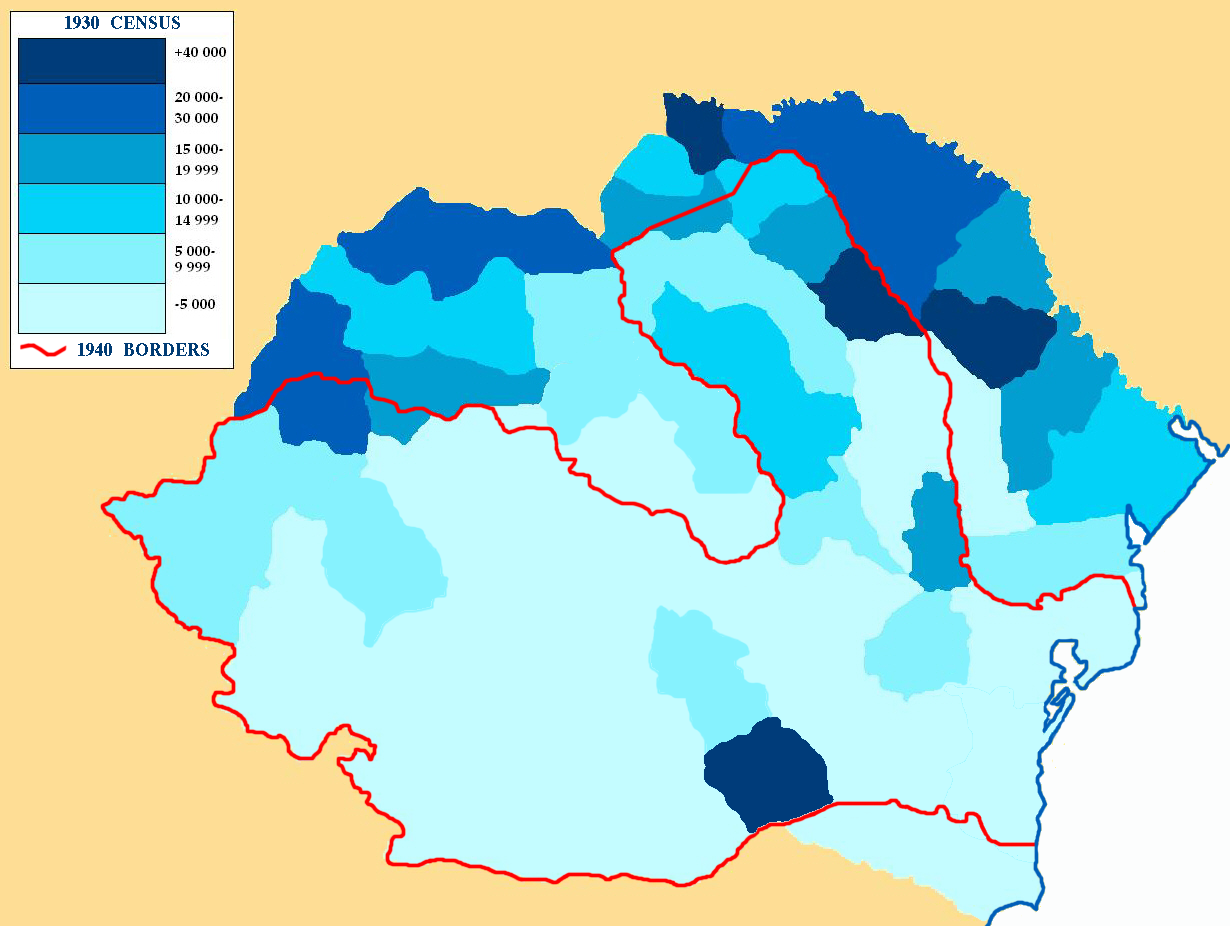
1930年国勢調査時点でのルーマニアにおけるユダヤ人人口の分布

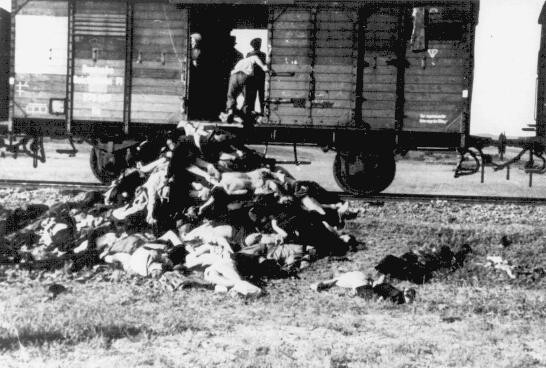
ヤシから強制移送されたユダヤ人の死体を捨てる様子

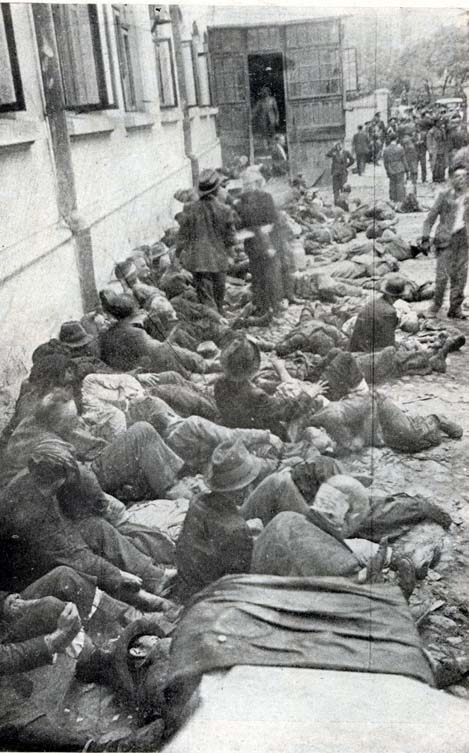
集められたユダヤ人

第二次世界大戦中の1940年から1944年にかけて、ルーマニアは反ユダヤ主義政策を掲げるナチス・ドイツの同盟国であった。官報に掲載されている、1941年と翌42年の間に制定された32の法律、31の法令、17の政府決議は、反ユダヤ主義を色濃く反映したものである。また、ルーマニアは、独ソ不可侵条約を破棄したドイツとともにソ連に侵攻し、1940年に占領されたベッサラビアの奪還を目指していた。

## 虐殺の計画
戦間期のルーマニアでは、共産主義はユダヤ人の主導によるものであると信じられており、ルーマニア政府はソ連に対しての戦争を「ユダヤのボリシェビズム」を「全滅」させるための戦いと称して、反ユダヤ主義を盛んに宣伝した。バルバロッサ作戦と呼ばれたソ連侵攻は、1941年6月22日に開始される予定であった。ソ連国境近くに位置しユダヤ人人口の多いヤシは、作戦上邪魔になると考えられ、当時のルーマニアの独裁者であるイオン・アントネスクは、ヤシのユダヤ人を、ルーマニアの戦争努力を脅かす第五列とみなしていた。1941年6月中頃、アントネスクは、モルダヴィアにあるユダヤ人共産主義者の喫茶店をすべて閉鎖させ、各地域におけるユダヤ人、共産党員、その支持者を特定することを命じた。また、同年6月21日には、シレト川とプルト川の間の地域に住む18歳から60歳までのユダヤ人を、ルーマニア南部のトゥルグ・ジウにある強制収容所へ移送するよう求める法令に署名した。ソ連侵攻を目前に控えたルーマニア、ドイツ両軍の将校は、ソ連国境付近に住むユダヤ人を内部の安全保障上の脅威とみなし、ルーマニア政府にこの脅威を取り払うよう圧力をかけた。ルーマニアの国家機密情報機関として知られる特別情報部隊 (Serviciul Special de Informații, SSI) のトライアン・ボルチェスク中佐は後に次のような証言している。
私が確かだといえるのは、最高本部の第二部門が、各統計局の支援のもと、モルダヴィアのユダヤ人移送問題に関与していること、ゲオルゲ・ペトレスク大佐がその担当だったことである。
ルーマニア最高本部の第二部門は、国内の政党、少数民族をすべて監視下に置いていた。したがって虐殺の責任は、第二部門とSSI、そしてドイツのアプヴェーアにあるといえる。1941年6月22日にソ連侵攻が始まると、SSIは戦争を妨害する可能性のある、内部安全上の脅威を取り除くため、男性160人から構成される第一諜報部隊を組織した。ボルチェスク中佐はこう振り返る。
第一諜報部隊の非公式で機密の目的の1つとして、モルダヴィアのユダヤ人を国外追放や虐殺によって排除することがあった。SSIの責任者、フロリン・ベチェスク＝ジョルジェスクは、ブカレストを離れる際、この目的を完遂するため、ユダヤ人や共産党員についての資料を持って行った。部隊は、ヤシから同じくユダヤ人虐殺が行われたキシナウまで、車で移動した。キシナウで行われた虐殺も、ヤシと同じSSIのチームが行ったのである。この部隊は、ティギナやティラスポリでは強盗を犯し、オデッサでも虐殺を行った。
バルバロッサ作戦が開始された当日、ヤシの警察は、1941年1月に起こったクーデター未遂により収監されていた鉄衛団のメンバーを釈放した。解放されたレジオナーレ（鉄衛団構成員）らは警察の指揮のもと、武器を与えられた。鉄衛団は激しい反ユダヤ主義で知られており、投獄されていた鉄衛団員の解放は、ヤシのユダヤ人に対して当局が攻撃を企てているということを示唆するものであった。1941年6月24日、ヤシはソ連空軍による空爆に見舞われた。空襲による被害はほとんどなかったが、ヤシのユダヤ人は皆共産党員であり、ソ連の爆撃機を誘導するため、ビーコンを点灯させたという噂が急速に広まり、混乱を巻き起こした。6月26日は二度目となる爆撃が行われ、今度は町に大きな被害が発生し、ユダヤ人38人を含む約600人が死亡した。この空襲の後にも、ユダヤ人がソ連の見方をした第五列であるという噂が広まった。同日、アプヴェーアのヘルマン・フォン・ストランスキー少佐とSSIのイオネスク・ミカンドル大佐がヤシに到着した。彼らは戦後の裁判で、虐殺の扇動者とみなされている人物である。1941年6月27日、ルーマニアの指導者、イオン・アントネスクは、ヤシ駐屯地の指揮官であるコンスタンティン・ルプ大佐に電話をかけ、「ヤシのユダヤ人を排除する」よう正式に指示した。ただし、虐殺の計画は、上記の通りさらに早い段階から行われていた。
ソ連の落下傘兵がヤシの郊外に降り立ち、ユダヤ人と協力しているという噂が、国営の報道機関の暗躍もあり、拡散した。そして、虐殺の1週間前には、一層ユダヤ人排斥が強まることとなる。キリスト教徒の家には十字架が描かれる一方で、ユダヤ人男性はユダヤ人墓地に大きな溝を掘らされ、さらに何か証拠を見つけ出しては兵士がユダヤ人の家に押し入るようになった。6月27日、当局はユダヤ人コミュニティを妨害行為で正式に非難し、虐殺を率先する兵士や警察を集め出した。彼らは、ユダヤ人が路上で兵士を攻撃しているという嘘を伝えられた。
ヤシ出身のユダヤ人生存者、マルチェルは当時の状況を下記のように述べている。
ユダヤ人にとっての本当の危険は、1941年6月29日に始まったことを記憶している。これにはユダヤ人皆が非常に驚いていて、我々は服に黄色いダビデの星をつけることを義務づけられた。我々はそれ以来、食べ物を売り買いすることも、特定の時間公共の場に出ることも許されなくなった。当時ユダヤ人が隠れている地下室があり、警察はこの地下室を探し出すのに苦戦していた。そのため、我々を食糧配給におびき出すことを目的に、「無料」と書かれた一種のチケットをユダヤ人地区で配った。ユダヤ人たちは、食糧配給に出向けば自由が得られ、再び商品が買えるようになると考えた。しかしそれは罠で、我々は自由を得る代わりに死と向き合うことになったのだ。

## 虐殺と死の列車

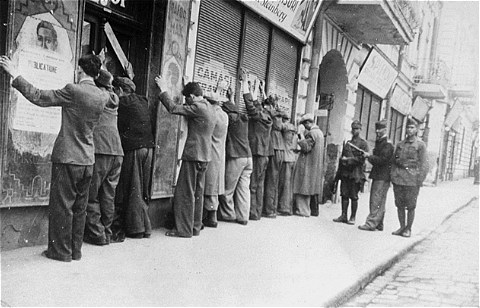
虐殺の最中に集められ、逮捕されるユダヤ人

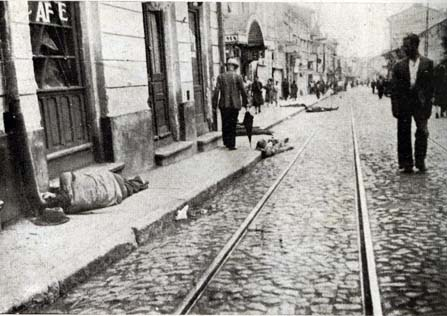
路上に横たわる犠牲者

ルーマニア政府が依頼、承認した報告書には、虐殺に多くの人が加わっていく様子について次のように記されている。
6月28日から29日にかけての夜間、ユダヤ人狩りの先陣を切ったのは、ベッサラビア警察や憲兵の支援を受けたヤシ警察であった。これに、軍兵士、SSIのもとで武装した人、自らの行動が罰せられないことを知って強盗や殺戮を起こすようになった暴徒などが加わった。ルーマニア人住民は、ユダヤ人に関する情報を提供したり、兵士をユダヤ人の家や避難場所に案内したりする以外にも、警察本部へ向かう途中のユダヤ人に対する拘束、侮辱を行った。ユダヤ人の隣人、著名・無名問わず反ユダヤ運動の支持者、学生、低賃金や身分の低い役人、鉄道職員、ユダヤ人との競争に不満を持っていた職人、ホワイトカラーの労働者、退職者、退役軍人など様々な人々が参加した。
ルーマニアの兵士、警察、暴徒らがすぐにユダヤ人虐殺に加わった。最初の虐殺で、少なくとも8,000人が殺害された。SSIの諜報員は、兵士や警察を引き連れ、虐殺を率いる中心的役割を果たした。釈放されたばかりの鉄衛団は流血のユダヤ人殺害を楽しんでおり、路上で彼らを刺したり、バールで殴ったりして殺す群衆を率いていた。まれに哀れみを覚えたレジオナーレがいたとしても、その手段が銃殺に変わるだけであった。目撃者の1人は後に次のように証言している。
ユダヤ人を守ろうとした人も、ユダヤ人と一緒に殺されることがあった。カシアン検事長の義理の兄弟で、非ユダヤ人のエンジニア、ナウムはその1人だ。ヤシの衛生機関の元医科学助教授で、雄弁な自由主義者として一部界隈でよく知られていたナウムは、フェルディナンド財団を出たところにあるパクラリ通りで、ユダヤ人を救おうとしていた。彼らを殺そうとしていた警察官は、ナウムに向かって「犬め、おまえの守るユダヤ人と死ぬが良い！」と言い、至近距離で撃った。司祭のラズメリタは、サラリエ通りでユダヤ人数人を助けている最中に、彼らとともに撃たれて犠牲になった。また、旋盤操作員のヨアン・ゲオルギューは、ズグラビロル通りでユダヤ人数人を守ろうとして、鉄道職員に殺害された。
虐殺を直接目撃したイタリアのジャーナリスト、クルツィオ・マラパルテは、「兵士や憲兵の分遣隊、男女の労働者、長髪のジプシーの集団が、死体を持ち上げたりひっくり返したりしながら服を剥ぎ取り、喜びの叫び声を上げていた」と書いている。

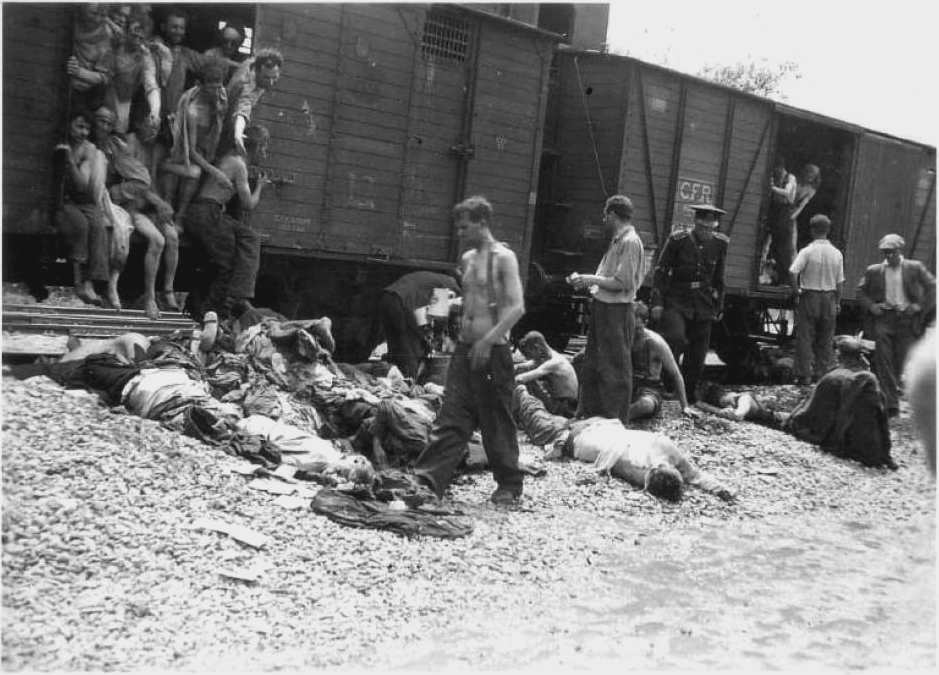
死の列車から捨てられた死体

ルーマニア当局は、5,000人を超えるユダヤ人を逮捕して、彼らを鉄道駅に連行し、動きが遅くなった人を射殺した後、彼らの持ち物をすべて奪った。列車1両のなかに100人を超えるユダヤ人が詰め込まれ、田園地帯を8日間にわたって行き来した列車のなかで、渇きや飢え、窒息によって多くが死亡した。公式の報告書では次のように書かれている。
ルーマニア南部のカララシに向けてヤシを出発した死の列車には、おそらく5,000人ものユダヤ人が乗せられたが、7日後に目的地までたどり着けたのはわずか1,011人だけであった。ルーマニア警察は、1,258体の遺体を数えているが、途中のミルチェシュティ、ロマン、サバオアニ、イノテシュティで数百の死体が列車から投げ捨てられた。また、ポドゥ・イロアイエイ（ヤシから15kmの距離にある）へ向かう死の列車には、出発時に最大で2,700人のユダヤ人がいたが、そのうち生きて降りられたのは700人だけであった。当時のルーマニア当局の公式な説明では、1,900人のユダヤ人が乗り込み、「たった」1,194人が死亡したと報告されている。
ヤシの南西にあるポドゥ・イロアイエイへ移送された人もいた。ヤシの大虐殺全体の犠牲者数は定かでないが、ルーマニア政府によると13,266人以上、ヤシのユダヤ人コミュニティによると15,000人近くが数えられている。
残虐行為が行われるなか、それに反する例外もあった。ロマンの町で、第二次世界大戦中、赤十字の主任として働いていたヴィオリカ・アガリチは、諸国民の中の正義の人としてヤド・ヴァシェムでイスラエル人に称えられた54人のルーマニア人のうちの1人である。1941年7月2日の夜、ルーマニア軍の負傷者の手当を終えた後、ヤシで行われた大虐殺の生存者を輸送する列車からうめき声が上がるのを聞いた彼女は、自身の立場を利用して、収容された乗客に対して食べ物や水を与える許可をとった。この行動はロマンの人々の大きな反感を買い、彼女はブカレストへの異動を強いられた。この逸話は、虐殺を描いたオイゲン・ルカの著作『ポグロム』にはっきりと記された。『ポグロム』はもともとルーマニア語で出版されたが、その後ヘブライ語やチェコ語に翻訳され、ヤド・ヴァシェムやワシントンD.C.のホロコースト記念博物館内にある図書館でも読むことができる。
秘密裏に夜の間行われたナチス・ドイツによるユダヤ人排斥とは異なり、ヤシでの虐殺は、ルーマニア当局や軍が国内出身の一市民であるユダヤ人に対して、白昼堂々行われた。
また、フランスのヴェロドローム・ディヴェール大量検挙事件では、ナチス占領地域で逮捕されたユダヤ人が、国外のポーランドにある絶滅収容所に送られたのに対し、ヤシで逮捕された人々は国内に移送されるにとどまっている。

## 裁判

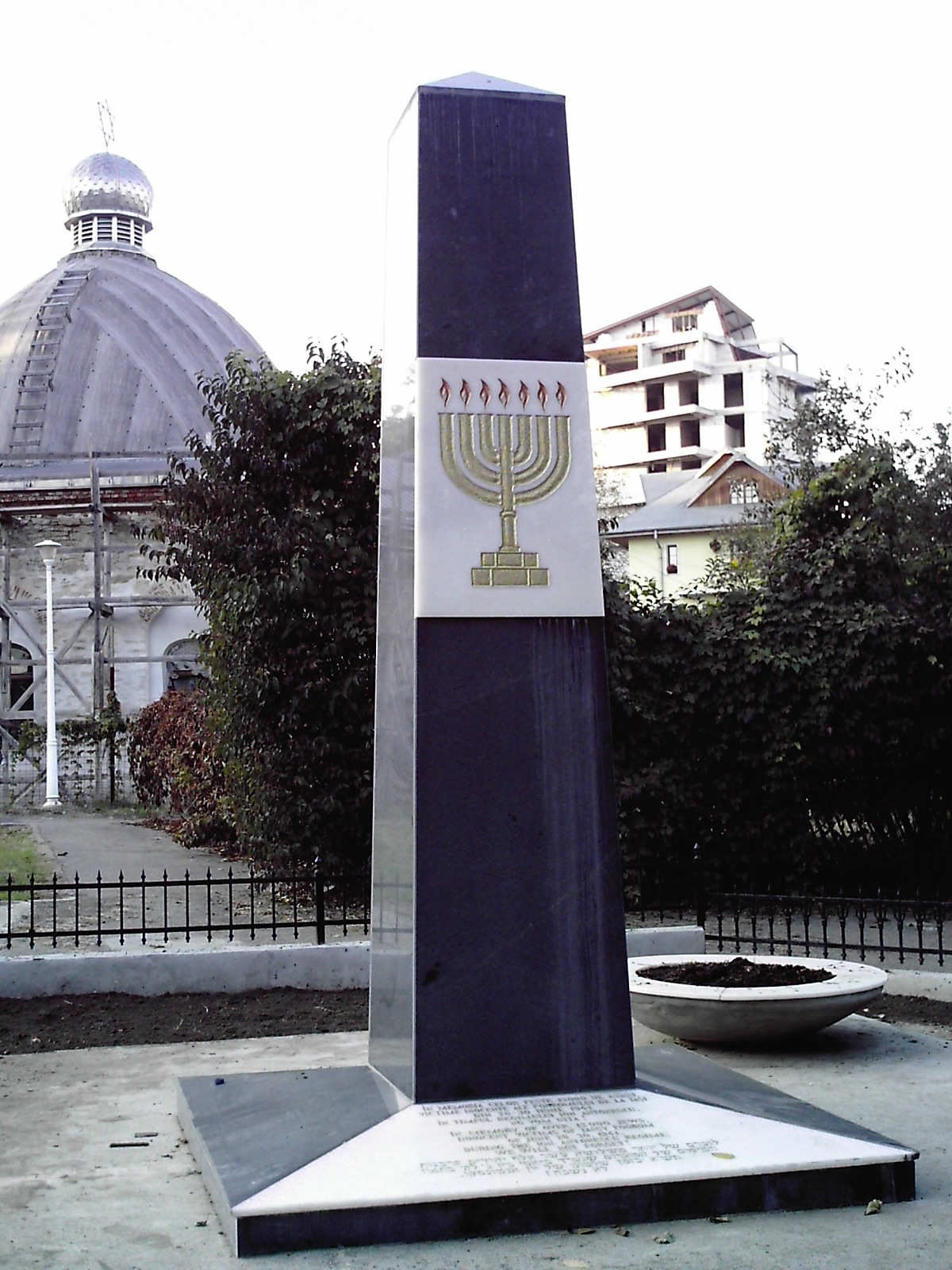
虐殺の犠牲者を追悼してヤシにつくられた記念碑

ルーマニア人民法廷が1946年に開かれ、合わせて57人がヤシの大虐殺で裁かれた。内訳は、軍の高官が8人、ヤシ県知事と市長、軍人が4人、市民が21人、憲兵が22人である。主に虐殺の生存者である165人の目撃者が証人として召集された。
多くは戦争犯罪と平和に反する罪（法令第291/1947号第2条）で有罪判決を受け、23人（将軍や大佐を含む）が重労働を伴う終身刑と100万レウの罰金を課せられた。指導者として虐殺を指示したイオン・アントネスクは死刑となった。また、12人が20年間の重労働、7人が25年間の重労働を課せられたほか、15年間の重労働となった者もいた。さらに1人は5年間の重労働、数人が無罪の判決であった。
ラドゥ・ディヌレスクとゲオルゲ・ペトレスクの両大佐は、懲役を経て1997年に社会復帰した人物である。記録文書によると、彼らは高官として、トランスニストリアへの強制移送、ベッサラビアやブコヴィナにおける数万人のユダヤ人の迫害に関与したとされる。